# ScienceUpFirst
ScienceUpFirst là một sáng kiến của Canada được đưa ra nhằm chống lại thông tin sai lệch trên mạng, đặc biệt là về COVID-19. Ra mắt vào ngày 25 tháng 1 năm 2021, sáng kiến tập hợp các nhà khoa học độc lập, các nhà cung cấp dịch vụ chăm sóc sức khỏe và các nhà truyền thông khoa học.

## Lịch sử và mục tiêu
Sáng kiến này là kết quả của các cuộc trò chuyện giữa Thượng nghị sĩ Stan Kutcher và Timothy Caulfield, những người đang thảo luận về cách chống lại thông tin sai lệch về COVID-19. Cuộc thảo luận được tổ chức giữa Hiệp hội các Trung tâm Khoa học Canada, Tài nguyên COVID-19 Canada và Viện Luật Y tế của Đại học Alberta.
Dự án nhằm mục đích phổ biến thông tin do các thành viên của nhóm tạo ra hoặc được chọn lọc từ các nguồn đáng tin cậy. Bắt đầu từ tháng 3 năm 2021, dự án cũng có kế hoạch theo dõi thông tin sai lệch trực tuyến và đăng nội dung dựa trên khoa học để phản đối các ý kiến đó. Ngoài việc tuyển dụng các vận động viên và người nổi tiếng, nó còn xây dựng một mạng lưới tình nguyện viên để tăng cường phân phối thông tin có chọn lọc.
Sáng kiến này sẽ đặc biệt tích cực chống lại thông tin sai lệch về tiêm chủng COVID-19, có nguy cơ ảnh hưởng đến tỷ lệ tiêm chủng. Caulfield nhận xét rằng số lượng thông tin sai lệch lưu hành trong bối cảnh đại dịch COVID-19 không giống với bất kỳ thứ gì đã trải qua trong nhiều thập kỷ. Ông hy vọng chiến dịch có thể đưa thông tin đến những người đang tìm kiếm thông tin đáng tin cậy trên mạng.
Chiến dịch đang hoạt động trên Twitter, Facebook và Instagram. Dự án cố gắng áp dụng các phương pháp hay nhất để chống lại thông tin sai lệch đã được xác định bởi các nghiên cứu khác nhau về truyền thông khoa học và dư luận.